# 坂田駅 (深圳地下鉄)
坂田駅（はんでん-えき）は中華人民共和国深圳市龍崗区に位置する深圳地下鉄環中線の駅。

## 駅構造
- 島式ホームと

| 環中線ホーム (B2F) | ←■環中線 赤湾方面                       |
| 環中線ホーム (B2F) | 島式ホーム                              |
| 環中線ホーム (B2F) | ←■環中線 赤湾方面 / ■環中線 黄貝嶺方面→ |
| 環中線ホーム (B2F) | ■環中線 黄貝嶺方面→                     |
| 環中線ホーム (B2F) | 相対式ホーム                            |

## 駅周辺
- ファーウェイ本社

## 歴史
- 2011年6月22日 - 開業。

## 隣の駅
深圳地下鉄
■環中線
五和駅 - 坂田駅 - 楊美駅